# Johann Nikolaus Emmerich

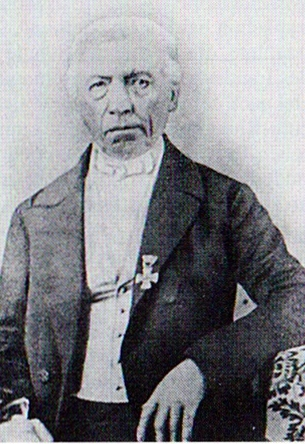
Johann Nikolaus Emmerich

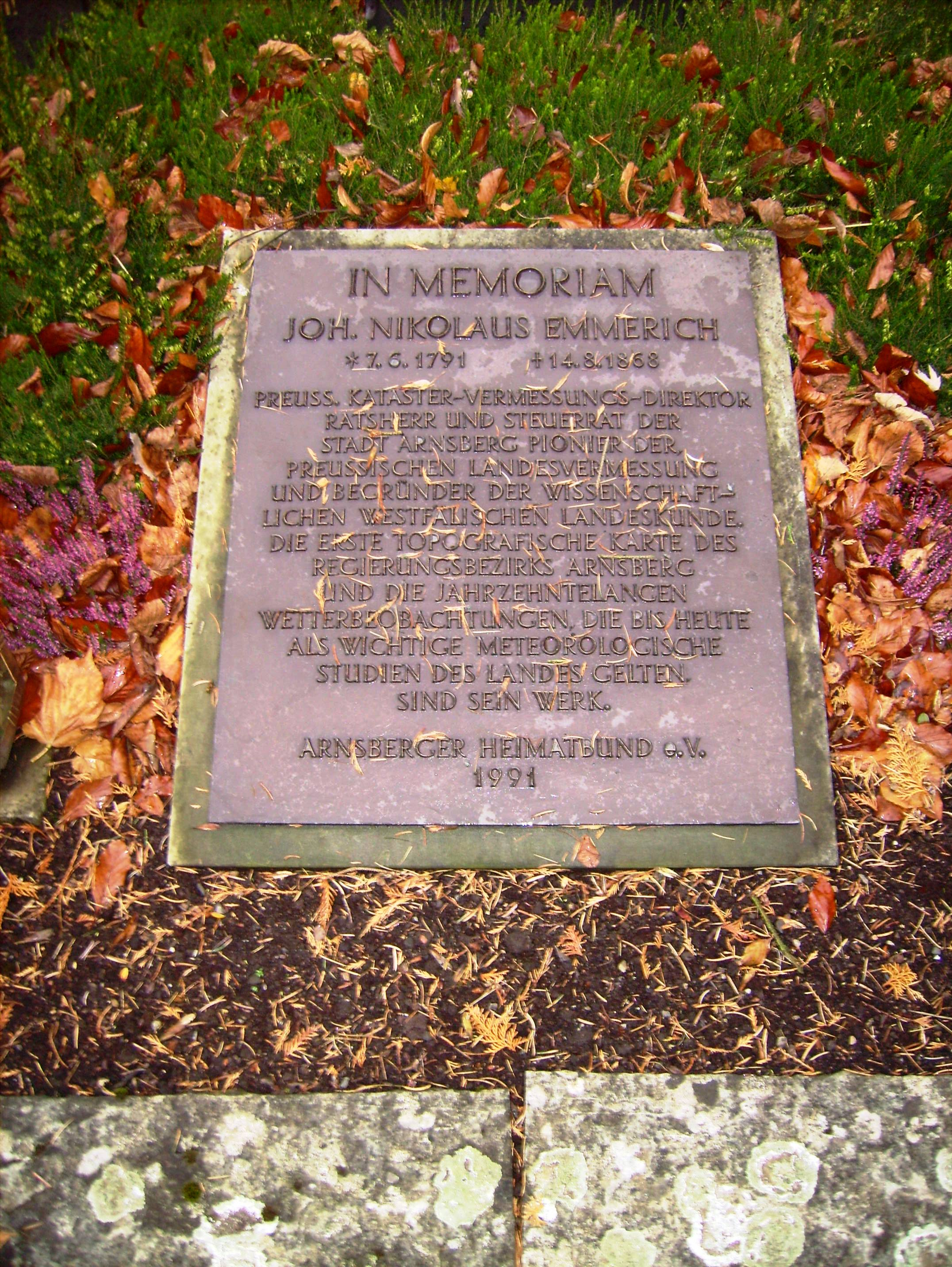
Gedenktafel

Johann Nikolaus Emmerich (* 7. Juni 1791 in Groß-Umstadt; † 14. August 1868 in Arnsberg) war ein Obergeometer und Dirigent der Katasterkommission. Ihm oblag die Gesamtleitung der Landvermessung im Regierungsbezirk Arnsberg.

## Leben und Wirken
Emmerich entstammte einer alteingesessenen Groß-Umstädter Familie, aus der mehrere Bürgermeister hervorgingen. Er war seit 1816 mit Helene Schlüchter verheiratet und hatte sieben Kinder. Er war über Jahrzehnte ehrenamtlich in der Stadtverordnetenversammlung und im Magistrat der Stadt Arnsberg tätig. Bei der städtebaulichen Entwicklung Arnsbergs stand er beratend zur Seite. 1847 fertigte er nach dem Stadtbrand einen Plan für den Wiederaufbau der Stadt an. Mit gutachterlichen Stellungnahmen setzte er sich für die Linienführung einer Eisenbahnstrecke im Sauerland und die Anlage einer neuen Wasserleitung ein. Er war maßgeblich an der Errichtung der Arnsberger Wetterwarte, der ältesten Wetterwarte im Sauerland, beteiligt; von 1817 bis 1851 führte er hier Wetterbeobachtungen durch.
Das Herzogtum Westfalen war beim Übergang an Hessen-Darmstadt stark verschuldet. Um einen Teil der Schulden tilgen zu können, wurde 1804 die Vermögenssteuer eingeführt. Die hessische Regierung in Arnsberg ordnete zur genauen Erfassung der Liegenschaften die Anlage von Flur- und Lagerbüchern an. Der Obersteuerkommissar Eckhard wurde 1809 nach Arnsberg versetzt und mit dem Aufbau der Landvermessung betraut. Der kaum zwanzig Jahre alte Emmerich wurde 1810 der Vermessungsbehörde als Adjunkt zugewiesen. Am Anfang arbeitete er noch unter der Leitung von Eckhard; er schuf die Grundlagen für eine wissenschaftlich fundierte und systematische Vermessung des Großherzogtums Hessen-Darmstadt und danach des preußischen Regierungsbezirks Arnsberg. Er war mit der Gewinnung von befähigten Mitarbeitern beauftragt, die Karten zeichnen und Feldmesser beaufsichtigen konnten. Obersteuerkommissar Eckhard wurde 1815/16 beim Übergang des Herzogtums Westfalen an Preußen nach Darmstadt versetzt. Der Oberpräsident Ludwig von Vincke ernannte Emmerich zum Leiter der preußischen Vermessungsbehörde in Arnsberg. Unter seiner Leitung wurde von 1816 bis 1819 durch Triangulation die Vermessung des gesamten Regierungsbezirks Arnsberg und des angrenzenden Waldecker Gebietes durchgeführt und ein Grundkataster angelegt. Danach war Emmerich als Obergeometer und Dirigent der Katasterkommission für die Gesamtleitung der Landesvermessung und für die Ausbildung der Landvermesser zuständig. Ein Kataster für die gesamte Provinz Westfalen lag 1825 vor.

## Verfasser
Emmerich verfasste die Darstellung der topographischen und Geographischen Verhältnisse dieses Bezirks. Wegen der grundsätzlichen Bedeutung für die Durchführung der Landesvermessung im gebirgigen Südwestfalen wurde diese Abhandlung im Neuen statistischen Jahrbuch des Bezirks vom Jahre 1856 abgedruckt.
Weiteres Werk:
- Topographische Karte der Kreise des Regierungs-Bezirks Arnsberg. Nach den Kataster-Karten bearbeitet im Maßstabe 1:100,000 in den Jahren 1840–1845 von N. Emmerich. Siegen/Wiesbaden 1845.

## Ehrungen
- Wegen seiner hervorragenden Verdienste im Bereich der Landvermessung erhielt er mehrere hohe preußische Orden.
- Der Amtsbezeichnung Katasterinspektor wurde ihm 1855 verliehen.
- Der Arnsberger Heimatbund hat 1991 auf dem Eichholzfriedhof in Arnsberg eine Gedenktafel aus Bronze anbringen lassen.